# VVVVVV
VVVVVV — компьютерная игра в жанре платформера, разработанная геймдизайнером Терри Каваной, с музыкальным сопровождением Магнуса Полссона. Выход игры для персональных компьютеров на операционных компьютерах Windows и Mac OS X состоялся 11 января 2010 года. В 2011 году была портирована на C++ Саймоном Ротом, что позволило выпустить ранее отменённую версию на Linux. Игра вошла в Humble Indie Bundle #3 и в дальнейшем портирована на Nintendo 3DS. Также игра вышла на iOS, Android и PlayStation Vita в 2014 году. 10 января 2020 года автор отметил десятилетие игры публикацией его исходного кода под собственной лицензией, запрещающей коммерческое распространение игры и производных от неё продуктов.

## Игровой процесс
VVVVVV — это платформер-головоломка, стилизованный под Atari 2600. Отличительной чертой игры является то, что персонаж не может прыгать, вместо этого он способен менять вектор гравитации, направляя Виридиана вверх или вниз. Впервые похожая способность появилась в 8-битной игре Terminus. Игрок использует эту механику, чтобы исследовать игру и уклоняться от различных препятствий, вроде шипов и врагов.
VVVVVV имеет открытый мир, содержащий 400 комнат и 8 различных уровней, которые можно пройти в нелинейном порядке, а также две интермиссии и один финальный уровень, находящийся в «полярном измерении» мира VVVVVV. В связи с высоким уровнем сложности, игра наполнена точками сохранения, на которые персонаж игрока телепортируется после смерти.

## Сюжет
Действие игры происходит на космическом корабле, на котором случается авария, в результате чего все члены экипажа оказываются в разных частях корабля. Главный герой, капитан Виридиан, за которого предстоит играть, должен спасти всех их, преодолевая огромное количество препятствий на своём пути.

### Развитие сюжета
Капитан Виридиан и его команда летят на корабле через неизвестное им измерение. По неизвестным причинам, на корабле начинаются неполадки, и все эвакуируются. Телепорт на корабле «раскидывает» команду капитана по уголкам этого странного измерения и капитана в том числе. Он попадает на космическую станцию и находит на ней радиорубку, тем самым связываясь с навигатором Виолетой, оставшейся на корабле. Выбравшись из радиорубки, капитан находит предмет, называемый «брелок», испускающий огромный заряд энергии. Вскоре он находит телепорт и отправляется на корабль. С этого момента дальнейшие детали в сюжете будут зависеть от того, в каком порядке Виридиан будет спасать членов команды, но основная сюжетная ветка всегда будет одинаковой.
По ходу развития сюжета игры капитан спасёт доктора Викторию в заброшенной лаборатории, инженера Вердигриса в Зоне Телепортов, профессора Вителлари во второй космической станции и офицера Вермиллиона.
Во время спасения третьего члена команды он и капитан попадут в полярное (противоположное) измерение, где капитану нужно будет безопасно провести спасённого члена до телепорта. Во время спасения четвёртого капитан и спасённый член попадут в то же полярное измерение, но на этот раз Капитану нужно будет отключить охранную систему «Гравитрон», продержавшись внутри её поля минуту. После спасения последнего члена команды Виридиан снова попадает в полярное измерение. В нём он попадает в комнату со стабилизатором измерения VVVVVV. Капитан понимает, что именно он и создавал неполадки и отключает его. После этого полярное измерение начало разрушаться, и Капитан начал искать из него выход. Выбравшись в открытый космос, он был успешно возвращен членами команды на корабль с помощью телепорта. Они рассказали капитану, что после отключения стабилизатора измерение начало разрушаться, но корабль уже починен и можно улететь. Капитан предлагает немного остаться в измерении и поискать способ его восстановить.
Настоящая концовка открывается, если капитан нашёл 19 «брелоков» и получил один от Виктории. Когда Виридиан принесёт Виктории все 20 «брелоков», она проведёт над ними некоторые испытания, от которых на корабле снова начнутся неполадки. Но как только команда добралась до телепорта, неполадки прекратились. На месте хранилища «брелоков» окажется неизвестный телепорт. Воспользовавшись им, команда находит лабораторию, в которой есть много записей исследований, связанных с измерением VVVVVV, и описаны способы восстановления измерения. На этом сюжетная линия игры подходит к концу.

## Саундтрек
Саундтрек игры, названный PPPPPP и состоящий из чиптюн-музыки, был создан Магнусом Полссоном (Magnus Pålsson). Всего саундтрек длится более получаса. Он был выпущен отдельно от игры в январе 2010 года.
Также в марте 2011 года он выпустил альбом PPPPPPowerup!, состоящий из ремиксов на треки из оригинальной игры, о чём было объявлено на официальном форуме игры.

## Реакция критиков
| Сводный рейтинг | Сводный рейтинг | Сводный рейтинг |
| Издание         | Оценка          | Оценка          |
| Издание         | 3DS             | PC              |
| --------------- | --------------- | --------------- |
| GameRankings    | 81,70 %         | 79,90 %         |

Журнал Edge оценил игру в 8 баллов из 10. Обозревателю особенно понравился «утончённый дизайн», а также «классический» вид игры.
Специализирующийся на компьютерных играх интернет-блог Kotaku в своём мини-ревью отметил «умный дизайн уровней и ретро-стиль». В недостатки была записана завышенная сложность игры.
Летом 2018 года, благодаря уязвимости в защите Steam Web API, стало известно, что точное количество пользователей сервиса Steam, которые играли в игру хотя бы один раз, составляет 763 558 человек.